# Manxa (fotografia)

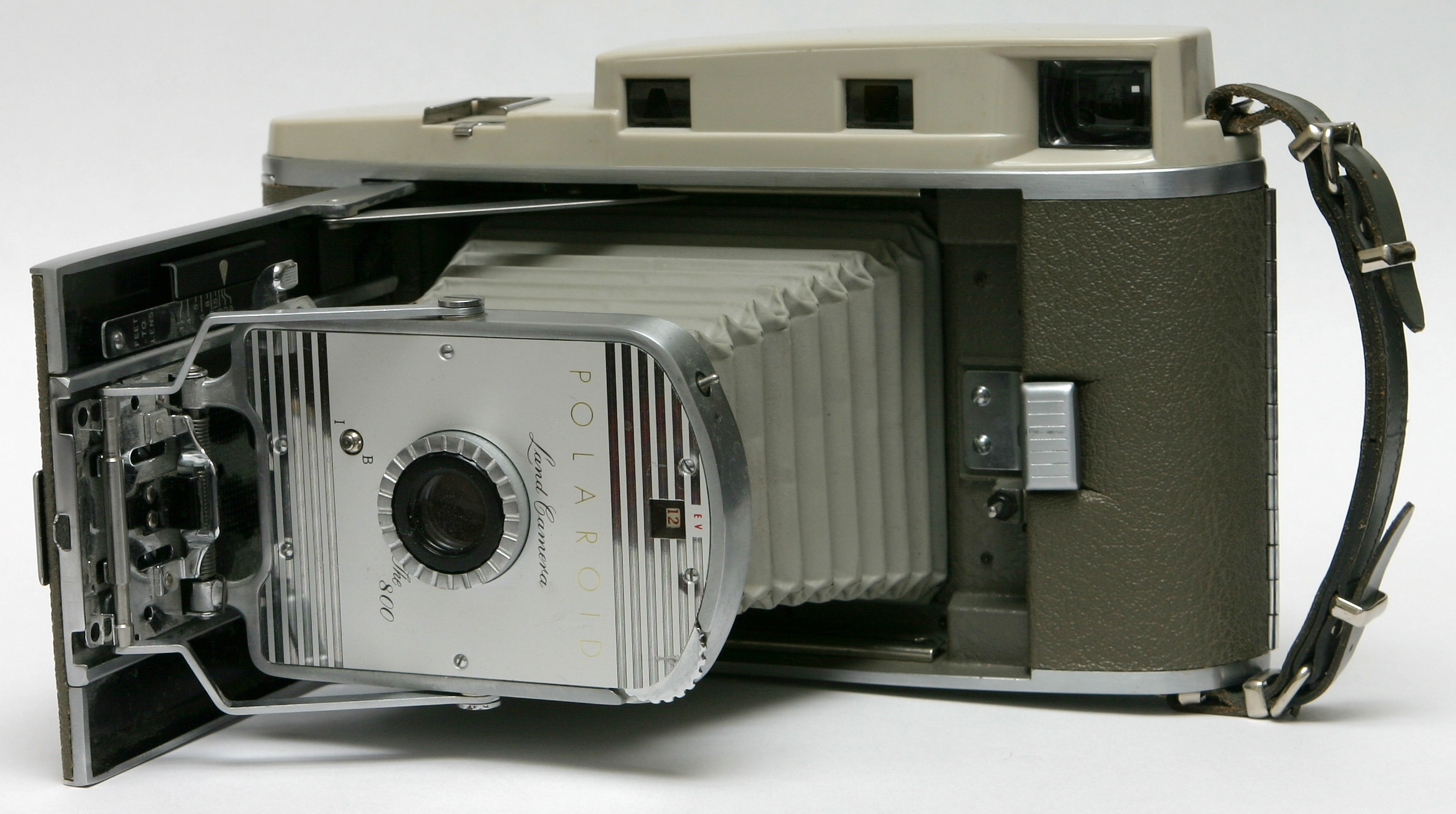
Cambra fotogràfica Polaroid amb la manxa estesa per a una presa propera.

En fotografia una manxa (en anglès bellows) és un accessori plegable o expandible que s'usa en càmeres fotogràfiques de gran i mitjà format, per permetre el moviment de les lents respecte del pla focal per a un enfocament adequat. En certs models de càmeras (com el de la fotografia), ja venien de fàbrica.
Els plecs proveeixen un espai tancat i fosc flexible (Cambra fosca) entre la placa o pel·lícula fotogràfica i les lents, en algunes càmeres el fotògraf pot canviar l'angle d'enfocament de la pel·lícula o placa amb respecte de l'eix òptic de les lents, proveït alteracions o distorsions de perspectiva i de focus.
Hat dos tipus de manxes de càmera:
- Manxa de bossa ((anglès) bag bellows), normalment usat en càmeres amb lents de poca distància focal
- Manxa d'acordió ((anglès) square bellows) té un major rang d'extensió